# Будинок Київського відділення Російського технічного товариства
Будинок Київського відділення Російського технічного товариства — чотириповерхова будівля в Києві на вулиці Олеся Гончара, 55-Б. Зведена архітектором Олександром Кобелєвим у 1911—1914 роках для Київського відділення Імператорського Російського технічного товариства. Наразі в будівлі діє Інститут геологічних наук НАН України. Пам'ятка архітектури місцевого значення.

## Історія
1910 року Київська міська громадська управа віддала територію на вулиці Маловолодимирській, де зведено будівлю, у безстрокове користування Київському відділенню Імператорського Російського технічного товариства (КВ РТТ). 30 вересня 1912 року закладено фундамент споруди. Будівництво проводилося за проєктом київського архітектора, голови Архітектурного відділу товариства Олександра Кобелєва. Освячення будівлі та урочисте засідання КВ РТТ з цієї нагоди відбулися 14 лютого 1914 року. Крім того, з жовтня 1913 року в будівлі діяла Київська художньо-реміснича навчальна майстерня друкарської справи.
У січні 1917 року Київська міська управа розмістила в будівлі 246-й польовий запасний військовий шпиталь з 280 ліжками для офіцерів. Утримання шпиталю відбувалося коштом КВ РТТ. Через невиплату міською управою компенсації відділенню за утримання шпиталю, а відтак неспроможність товариства виплатити кредит, взятий для будівництва споруди, Київське міське кредитне товариство у березні-квітні 1918 року домоглося реквізиції будівлі. У серпні — грудні того ж року перші два поверхи відвели для Міністерства торгівлі та промисловості Української Держави гетьмана Павла Скоропадського. 1919 року Київське відділення Російського технічного товариства припинило своє існування.
У 1922—1924 роках у будівлі містився Інститут пластичних мистецтв, наприкінці 1920-х років — Київський державний електротехнікум імені Володимира Леніна, у 1930—1934 роках — новостворений Київський будівельний інститут.
З середини XX століття в будівлі містилися інститути АН УРСР: Інститут електротехніки (1947—1961), Інститут будівельної механіки (до 1961), Інститут теоретичної фізики (1966—1970).
З 1969 донині в будівлі діє Інститут геологічних наук НАН України.
Відповідно до наказу Міністерства культури та інформаційної політики України № 201 від 15 березня 2024 року будівля внесена до Державного реєстру нерухомих пам'яток України.

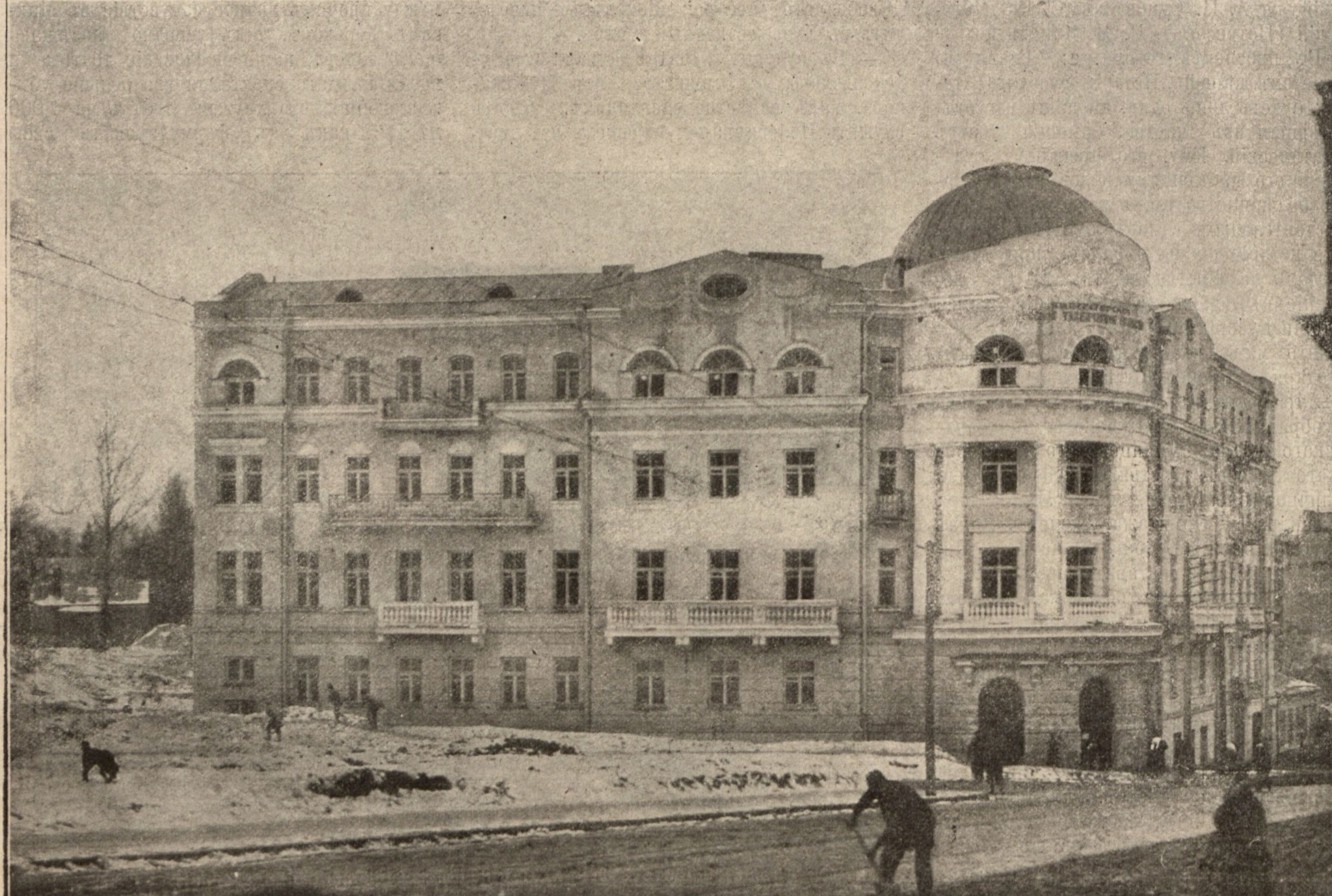
Фотографія 1914 року з газети «Киевская мысль»
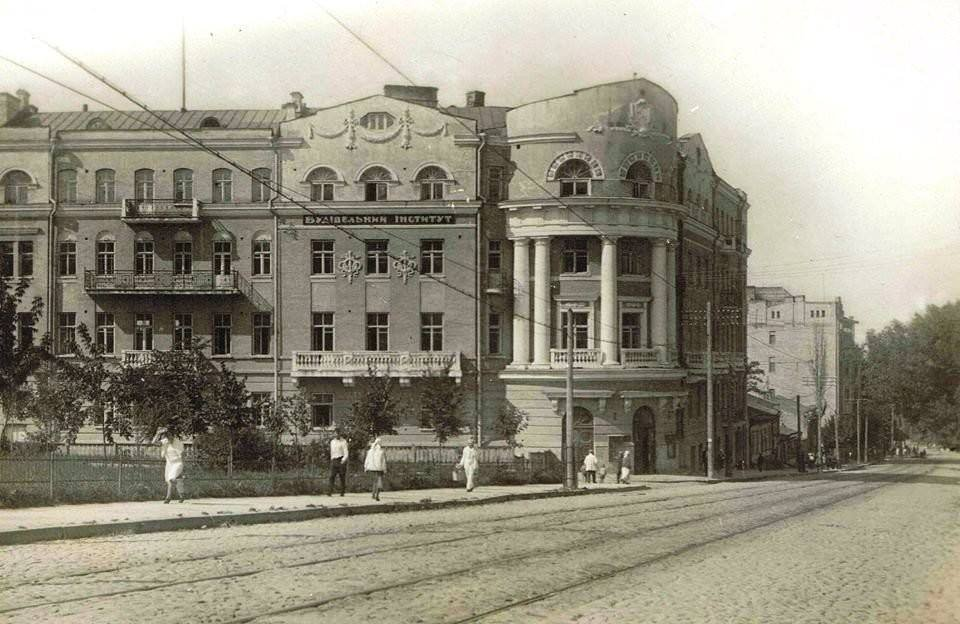
Фотографія 1930-х років

## Архітектура
Будівля збудована у стилі неоампіру у зв'язці з будинком Вищих жіночих курсів, розташованого поряд.
Чоловий фасад являє собою великий наріжний вестибюль круглої форми, вигнутий під тупим кутом. На рівні другого й третього поверхів чолового фасаду розміщено колони доричного ордера, над якими виокремлено аттик з картушем. Зверху чоловий фасад завершувався куполом, що донині не зберігся. До чолового фасаду сходяться три крила будівлі з коридорним плануванням та двобічним розташуванням приміщень. Праве крило прилягає до вулиці, ліве — до Літературного скверу.
На момент будівництва приміщення першого поверху призначалися для службових, торговельних цілей, розміщення там друкарні та навчальних майстерень. На другому поверсі розмістилися технічні школи при Київському відділенні Російського технічного товариства, на третьому та четвертому поверхах — приміщення самого відділення з двома великими залами, розрахованими на 760 та 120 місць відповідно.
1977 року на фасаді встановили гранітну меморіальну дошку Сергію Лебедєву. 1992 року встановили бронзову меморіальну дошку Володимиру Порфир'єву.